# Puente Felipe VI
El puente Felipe VI, antes conocido como puente Príncipe de Asturias, es un puente que cruza el río Tormes a su paso por Salamanca (Castilla y León, España).

## Descripción
El puente fue construido en el año 2000. Es uno de los seis puentes que enlazan el núcleo salmantino de la ciudad del margen izquierdo con el área urbana a comienzos del siglo XXI; el puente de Felipe VI comunica específicamente el Barrio de San José y el Barrio de la Fontana y las cercanas vías Paseo Rector Esperabé y Paseo de Canalejas. 
El puente tiene una longitud de 182 metros, cuatro vanos, dos de 40 y 50 metros respectivamente. Dispone de dos calzadas, de 6,5 metros cada una, separadas por una mediana.